# Toyota bZ3
La Toyota bZ3 est une berline électrique issue de la co-entreprise entre le constructeur automobile japonais Toyota et le constructeur automobile chinois BYD et présentée fin 2022,.

## Concept car
La bZ3 est préfigurée par le concept car Toyota bZ SDN,. Celui-ci est dévoilé le 16 décembre 2021 lors de la présentation du plan stratégique d'électrification des modèles de Toyota et Lexus, avec le dévoilement de 16 concept cars électriques.